# Manuel Maria Coelho
Antonio Manuel Maria Coelho (Chaves, 6 marzo 1857 – Lisbona, 10 gennaio 1943) è stato un politico e militare portoghese.
Dopo essere stato governatore coloniale in Angola e Guinea, divenne nel 1921 primo ministro della prima repubblica portoghese per un breve periodo. Durante il suo governo avvenne la Noite Sangrenta, attacco terroristico in cui persero la vita alcuni membri di governo. Assieme a João Pinheiro Chagas, scrisse la História da Revolta do Porto in cui parla della rivolta nella città di Oporto del 1891 di cui fu uno dei protagonisti. Morì a Lisbona nel 1943.